# Robert Dovers
Ne doit pas être confondu avec Robert Dover.
Robert George Dovers, né en 1922 à Wollongong et mort le 3 décembre 1981 en Nouvelle-Galles du Sud, est un explorateur et cartographe australien.

## Biographie
Il a participé dans les années 1950 aux Australian National Antarctic Research Expeditions et découvert Dovers Peak (en). En 1954, il cartographie Nelson Rock (en). 
Dovers Moraine (en) a été nommée en son honneur.

## Publication
- 1957 : Huskies, Londres: G. Bell and Sons, 219 pp.